# Jeff Kinney
Jeff Kinney, född 19 februari 1971 i Fort Washington i Prince George's County, Maryland, är en amerikansk barnboksförfattare och spelutvecklare.
Han är känd för bokserien Dagbok för alla mina fans.

## Böcker
- Gregs bravader, 2008 (Diary of a Wimpy Kid, 2007)
- Rodrick regerar, 2009 (Rodrick Rules, 2008)
- Ett hopplöst fall, 2010 (The Last Straw, 2009)
- Usla utsikter, 2011 (Dog Days, 2009)
- The wimpy kid movie diary (2010, inte översatt)
- Den bistra sanningen, 2012 (The Ugly Truth, 2010)
- Mannys manöver, 2012 (Cabin Fever, 2011)
- Gör det själv-bok, 2013 (Diary of a Wimpy Kid Do-It-Yourself Book, 2008 & 2011)
- Femte hjulet, 2013 (The third wheel, 2012)
- Värre än vanligt, 2014 (Hard Luck, 2013)
- Det långa loppet, 2015 (The Long Haul, 2014)
- Helt ute (Old School, 2015)
- Satsa allt (Double Down, 2016)
- Fly fältet (The Getaway, 2017)
- Filmdagbok för alla mina fans : så blev Det långa loppet film; övers. Johan Andreasson (The wimpy kid movie diary : The next chapter), 2017
- På hal is (The Meltdown), 2018
- På ny kula (Wrecking Ball), 2019
- Inget flyt (The Deep End), 2020
- Med i matchen (Big Shot), 2021
- Fullt ös, utkommer 2023 (Diper Överlöde, 2022)

Nästan alla böcker i bokserien Dagbok för alla mina fans är översatta till svenska av Thomas Grundberg och utgivna av Bonnier Carlsen